# Pallacanestro Brescia 2022-2023
Questa voce raccoglie le informazioni riguardanti la Pallacanestro Brescia nelle competizioni ufficiali della stagione 2022-2023.

## Stagione
La stagione 2022-2023 della Pallacanestro Brescia sponsorizzata Germani, è la 7ª nel massimo campionato italiano di pallacanestro, la Serie A.
Il 19 febbraio la Germani Brescia, che ha battuto in finale la Virtus Bologna con il punteggio di 84-76, vince per la prima volta nella storia la Coppa Italia.

## Organigramma societario
Dal sito internet della società.
Area dirigenziale
- Presidente: Graziella Bragaglio
- Vicepresidente: Enrico Giuseppe Zampedri
- Vicepresidente: Franco Dusina
- Consigliere: Matteo Bonetti
- Consigliere: Riccardo Roversi
- Amministratore Delegato: Mauro Ferrari
- Amministratore Delegato: Roberto Vagheggi
- General Manager: Marco De Benedetto
- Direttore operativo: Marco Patuelli

Area tecnica
- Allenatore: Alessandro Magro
- Vice allenatore: Emanuele Di Paolantonio
- Vice allenatore: Matteo Cotelli
- Player Development Coach: Isaac Jenkins
- Preparatore atletico: Roberto Iezzi
- Team Manager: Alessandro Ferrone
- Video Analyst: Francesco Taccetti
- Responsabile settore giovanile: Gianpaolo Alberti

Area medica
- Medico sociale: Pierfrancesco Bettinsoli
- Medico: Alessandro Corsini
- Fisioterapista: Michele Buffoli
- Fisioterapista: Carlo Galbiati
- Fisioterapista: Mauro Aiolfi
- Massaggiatore: Franco Jachemet
- Ortopedico: Domenico Signorelli

Area marketing&ticketing
- Marketing Manager: Alberto Mattanza
- Responsabile Comunicazione: Alessandro Pediconi
- Marketing e Comunicazione: Silvia Castrezzati
- Commerciale e Marketing: Mario Pellegrini
- Segreteria amministrativa: Claudia Leviti
- Addetto agli arbitri: Diego Livella

## Roster
Aggiornato al 12 gennaio 2023.
| Germani Pallacanestro Brescia 2022-2023 | Germani Pallacanestro Brescia 2022-2023 |
| Giocatori                               | Staff tecnico                           |
| --------------------------------------- | --------------------------------------- |

| N. | Naz.                                       | Ruolo | Nome               | Anno | Alt.   | Peso   |  |
| -- | ------------------------------------------ | ----- | ------------------ | ---- | ------ | ------ |  |
| 1  | Stati Uniti (bandiera)                     | AG    | Kenny Gabriel      | 1989 | 206 cm | 99 kg  |  |
| 4  | Italia (bandiera)                          | PG    | Nicolas Tanfoglio  | 2005 | 178 cm | 70 kg  |  |
| 5  | Stati Uniti (bandiera)                     | G     | C.J. Massinburg    | 1997 | 196 cm | 92 kg  |  |
| 6  | Italia (bandiera)                          | A     | Gabriele Ghidini   | 2006 |        |        |  |
| 6  | Slovenia (bandiera)                        | P     | Aleksej Nikolić    | 1995 | 191 cm | 92 kg  |  |
| 8  | Italia (bandiera)                          | G     | Amedeo Della Valle | 1993 | 194 cm | 90 kg  |  |
| 10 | Stati Uniti (bandiera)                     | PG    | Troy Caupain       | 1995 | 193 cm | 95 kg  |  |
| 11 | Stati Uniti (bandiera) · Italia (bandiera) | GA    | John Petrucelli    | 1992 | 193 cm | 82 kg  |  |
| 12 | Stati Uniti (bandiera)                     | GA    | Ryan Taylor        | 1995 | 198 cm | 86 kg  |  |
| 20 | Stati Uniti (bandiera)                     | C     | Mike Cobbins       | 1992 | 203 cm | 104 kg |  |
| 21 | Stati Uniti (bandiera)                     | C     | Tai Odiase         | 1995 | 206 cm | 109 kg |  |
| 23 | Stati Uniti (bandiera) · Italia (bandiera) | AC    | Christian Burns    | 1985 | 203 cm | 110 kg |  |
| 24 | Italia (bandiera)                          | P     | Tommaso Laquintana | 1995 | 188 cm | 80 kg  |  |
| 25 | Italia (bandiera)                          | G     | David Cournooh     | 1990 | 187 cm | 83 kg  |  |
| 34 | Stati Uniti (bandiera)                     | A     | David Moss (C)     | 1983 | 196 cm | 100 kg |  |
| 45 | Italia (bandiera)                          | A     | Nicola Akele       | 1995 | 203 cm | 96 kg  |  |

| Allenatore                                                                                             |
| - Alessandro Magro                                                                                     |
| Assistente/i                                                                                           |
| - Matteo Cotelli - Emanuele Di Paolantonio Legenda - (C) Capitano - (IN) Inattivo - Infortunato Roster |

## Mercato

### Sessione estiva
| Acquisti | Acquisti        | Acquisti         | Acquisti   | Acquisti |
| R.       | Nome            | da               | Modalità   |          |
| -------- | --------------- | ---------------- | ---------- | -------- |
| PG       | Troy Caupain    | Darüşşafaka      | svincolato |          |
| PG       | David Cournooh  | Scafati Basket   | svincolato |          |
| G        | C.J. Massinburg | Limoges CSP      | svincolato |          |
| A        | Nicola Akele    | Universo Treviso | svincolato |          |
| C        | Tai Odiase      | EWE Oldenburg    | svincolato |          |

| Cessioni | Cessioni           | Cessioni         | Cessioni       | Cessioni |
| R.       | Nome               | a                | Modalità       |          |
| -------- | ------------------ | ---------------- | -------------- | -------- |
| P        | Santiago Corona    | Treviglio        | prestito       |          |
| PG       | Naz Mitrou-Long    | Olimpia Milano   | fine contratto |          |
| PG       | Ivan Mobio         | Langhe Roero     | prestito       |          |
| G        | Lee Moore          | Sokol Lancut     | fine contratto |          |
| G        | Salvatore Parrillo | Latina Basket    | fine contratto |          |
| AG       | Paul Eboua         | Vanoli Cremona   | fine contratto |          |
| AC       | Djiya Biatcha      | Virtus Lumezzane | fine contratto |          |
| AC       | John Brown         | Monaco           | fine contratto |          |

### Dopo l'inizio della stagione
| Acquisti | Acquisti        | Acquisti         | Acquisti         | Acquisti   |
| R.       | Nome            | da               | Data             | Modalità   |
| -------- | --------------- | ---------------- | ---------------- | ---------- |
| P        | Aleksej Nikolić | Dinamo Sassari   | 8 dicembre 2022  | svincolato |
| GA       | Ryan Taylor     | Apollon Patrasso | 11 dicembre 2022 | svincolato |

| Cessioni | Cessioni    | Cessioni       | Cessioni     | Cessioni    |
| R.       | Nome        | a              | Data         | Modalità    |
| -------- | ----------- | -------------- | ------------ | ----------- |
| GA       | Ryan Taylor | Amburgo Towers | 6 marzo 2023 | rescissione |